# 鲑鱼问题
在印欧学中，鲑鱼问题或鲑鱼论证 （英语 salmon problem 或 salmon argument，德语 Lachsargument）是一个过时的论证，它主张将印欧人发源地置于波罗的地区，而不是欧亚大草原，理由是日耳曼语族和波罗的-斯拉夫语族中表示鲑鱼的各个词具有同样的词源。
具体理由如下：因为日耳曼语族和波罗的-斯拉夫语族中的对大西洋鲑（Salmo salar）的用词源自共同的原始印欧语词根*laḱs，所以印欧语系的发源地必须是這些語言以及鮭魚的自然分佈重疊之處，也就是北中欧。 该论点最早由德国语言学家奥托·施拉德于1883年提出。在整个19世纪末和20世纪初，尤其是在德国学术界，这一论点一直受到学术界的持续讨论。 
1953年，德国印欧学家保罗·蒂姆提出，在高加索地区发现的 *laḱs 的衍生词描述的其实是褐鳟（Salmo trutta）而不是大西洋鲑。美国语言学家乔治·谢尔曼·莱恩在1970年的会议论文中表示赞同：“在我看来，该名称最初确实根本不是指大西洋鲑，而是指西北高加索地区的大不列颠鳟。” 这为坟冢假说提供了支持。